# Nabój 7,92 × 57 mm Mauser
7,92 × 57 mm Mauser – nabój karabinowy kalibru 7,92 mm o długości łuski 57 mm.

## Historia
Nabój 7,92 × 57 mm został zaprojektowany na zlecenie niemieckiej Komisji Badawczej Broni (niem. Gewehrprüfungskomission) dla nowego karabinu  Gewehr 88, wprowadzonego do uzbrojenia Armii Cesarstwa Niemieckiego w 1888 r. Nabój wykorzystywany później, przez bardziej udany i znacznie popularniejszy karabin Gewehr 98 (oraz jego liczne odmiany), produkcji Mausera. Stąd też, mimo że zakłady Mausera nie miały nic wspólnego z projektowaniem tego naboju, określenie Mauser niejako samo do niego przylgnęło. Nabój początkowo produkowany był z pociskiem tępołukowym, do wykorzystania z ładownikami karabinów Gewehr 88. W 1905 roku nabój poddano modernizacji, wyposażając go w nowy pocisk ostrołukowy o średnicy 8,2 mm zamiast 8,02 mm, charakteryzujący się lepszymi właściwościami balistycznymi, zapewniającymi większy zasięg i celność.
Podstawowy nabój karabinowy armii niemieckiej w czasie I i II wojny światowej. W latach 1898–1945, spopularyzowany jako nabój wojskowy w wielu państwach Europy oraz w Chinach. Wykorzystywany w licznych konstrukcjach karabinów powtarzalnych, samopowtarzalnych jak i maszynowych.
W okresie międzywojennym był podstawowym nabojem karabinowym między innymi Wojska Polskiego. Produkowano go również w Wielkiej Brytanii, gdzie wykorzystywany był w karabinach maszynowych Besa, stanowiących uzbrojenie pojazdów opancerzonych (mimo iż podstawowym nabojem armii brytyjskiej był wtedy .303 British).
Po II wojnie światowej stopniowo tracił na znaczeniu jako nabój wojskowy. Obecnie amunicja ta jest nadal produkowana, głównie do strzelań sportowych, oraz jako amunicja myśliwska. Podobna amunicja wykorzystywana do polowań to  6,5 × 55 Scan, 7 × 57 Mauser i 8 × 68 S.

## Nazewnictwo
Zgodnie z nazewnictwem niemieckim nabój ten był określany jako Infanteriepatrone 7,9 mm (nabój piechoty) lub 7,9 mm – Militärpatrone (nabój wojskowy) lub Mauser – Standardmunition 7,92 × 57 (standardowa amunicja Mausera). W krajach anglosaskich znany jest do dziś jako 8 mm Mauser. Różnica w określeniu kalibru wynika ze sposobu pomiaru średnicy przewodu lufy, 8 mm to średnica wraz z głębokością bruzd gwintowania. Obecne oznaczenie europejskie to 7,92 × 57 mm IS lub 7,92 × 57 mm JS. Różnica w nazewnictwie europejskim wynika z tego że w 1905, gdy wprowadzono tę amunicję do uzbrojenia Armii Cesarstwa Niemieckiego oznaczono ją skrótem 7,92 × 57 IS od Infanterie, Spitz (ostrołukowy nabój piechoty). Nabój ten był wersją rozwojową starszej wersji amunicji z 1888 – 7,92 × 57 I z pociskiem tępołukowym.

## Rodzaje i parametry pocisków niemieckich z II wojny światowej
- sS – schweres Spitzgeschoß (ciężki ostrołukowy) – pocisk zwykły
  - długość – 35 mm
  - masa:
    - pocisku – 12,8 g
    - naboju – 27 g

  - energia początkowa: 3700 J do 4500 J (dla wzmocnionej amunicji typu V-Patrone) – zależna od typu amunicji i typu broni.
  - prędkość początkowa – 755 m/s
- SmK – Spitzgeschoss mit Kern (ostrołukowy z utwardzonym rdzeniem stalowym) – przeciwpancerny
  - długość – 37,2 mm
  - masa pocisku – 11,5 g
- SmK L'spur – SmK Leuchtspur (pocisk SmK smugowy) spalający się na dystansie około 900 m. Używany jako znacznik przy strzelaniach nocnych z karabinów maszynowych. Wkładany do taśm amunicyjnych naprzemiennie z innymi typami (co kilka nabojów).
- lS – leichtes Spitzgeschoss (lekki ostrołukowy z rdzeniem aluminiowym) – używany do strzelań przeciwlotniczych
  - masa pocisku – 5,5 g
  - prędkość początkowa – 925 m/s
- lS L'spur – lS Leuchtspur (pocisk lS smugowy)
  - długość – 37,2 mm
  - masa pocisku – 6,1 g
- PmK – Phosphor mit Stahlkern (fosforowy z rdzeniem stalowym) – używany w V-Patrone wzmocnionej amunicji lotniczej dla karabinów MG 17
- B – Beobachtung (obserwacyjny – mały ładunek fosforowy wybuchający przy trafieniu) – używany bardzo rzadko z amunicją B-Patrone
- SmK(H) – SmK Hartkern – (pocisk SmK z rdzeniem wolframowym) – przeciwpancerny
  - długość:
    - pocisku – 28,2 mm
    - rdzenia – 22,5 mm

  - masa pocisku – 12,5 g
  - Przebijalność płyty stalowej ustawionej pod kątem 90° przez pocisk SmK(H) – 20 mm z odległości 500 m.

## Pociski polskie
Naboje produkowane w Polsce w okresie międzywojennym stanowiły głównie kopie lub modyfikacje niemieckiej amunicji. Standardowym pociskiem karabinowym był S (masa 9,9 g) — kopia niemieckiego S z 1905 roku. Dla karabinów maszynowych używano pocisku ciężkiego SC (masa 12,8 g) — kopia niemieckiego s.S. Pocisk przeciwpancerny był oznaczony P i był kopią niemieckiego SmK. Pocisk przeciwpancerno-smugowy PS i zapalający Z stanowiły polskie modyfikacje niemieckich pocisków. Własnym opracowaniem był pocisk dalekonośny D, o zasięgu ogniem pośrednim 5200–5500 m.

## Przebijalnośćstandardowego pociskusS
- dla drewna sosnowego
  - 850 mm z odległości 100 m
  - 650 mm z odległości 400 m
  - 450 mm z odległości 800 m
  - 100 mm z odległości 1800 m
- dla żelaza
  - 10 mm z odległości 300 m
  - 7 mm z odległości 550 m
- dla stali
  - 5 mm z odległości 100 m
  - 3 mm z odległości 600 m

Podczas II wojny światowej wyprodukowano ponad 10 miliardów sztuk tej amunicji z czego około 80–90% stanowiła amunicja z pociskiem sS, po 8% SmK i SmK L'spur, 4–7% lS, 1–2% SmK(H) i około 1% lS L'spur.